# Stazione di San Claudio
La stazione di San Claudio è una fermata ferroviaria posta sulla linea Civitanova Marche-Fabriano. Serve il centro abitato di San Claudio, frazione del comune di Corridonia.

## Storia
La fermata di San Claudio venne attivata nel 1938.